# Moritz Lewitt
Moritz Lewitt (12 d'agost de 1863 – 1 d'abril de 1936), fou un jugador d'escacs jueu alemany.

## Biografia
Nascut a Posen, Gran Polònia (llavors Regne de Prússia), va anar a viure a Berlín, on hi fou durant molt de temps president del club d'escacs més antic d'Alemanya, el Berliner Schachgesellschaft von 1827. Quan fou reelegit per al càrrec el 1904, el club era també el més gran del país, amb uns 150 socis. El Dr. Lewitt va participar en molts torneigs, bàsicament a la regió de Berlín.

## Resultats destacats en competició
Fou 9è a Berlín 1891 (el campió fou Horatio Caro), fou 4t a Dresden 1892 (7è Congrés de la DSB, Hauptturnier A, el campió fou Paul Lipke), fou 3r a Kiel 1893 (8è Congrés de la DSB, Hauptturnier A, el campió fou Hugo Süchting), empatà als llocs 7è-8è a Berlín 1893 (el campió fou Semion Alapín), empatà als llocs 3r-5è a Leipzig 1894 (9è Congrés de la DSB, Hauptturnier A, el guanyador fou Norman van Lennep).
Fou 2n, rere Caro, i empatà als llocs 5è-6è (el campió fou Theodor von Scheve), en ambdós casos a Berlín 1894; fou 13è a Múnic 1900 (12è DSB–Congress, Hauptturnier A, el campió fou Rudolf Swiderski), fou 2n, rere Ossip Bernstein, a Berlín 1902; empatà als llocs 3r-4t a Coburg 1904 (12è DSB–Congress, Hauptturnier B, el campió fou Hans Fahrni). Lewitt guanyà per davant de Rudolf Spielmann a Berlín 1904, fou 1r amb Caro al Campionat de Berlín de 1905, (i guanyà en Caro a la 6a ronda en una partida important per la història de la defensa Caro-Kann), però perdé el matx de desempat contra Caro (+3 –4 =5), i empatà als llocs 7è-8è a Berlín 1913 (el guanyador fou Erich Cohn).

### Rànquing mundial
El seu millor rànquing Elo s'ha estimat en 2458 punts, l'agost de 1895, moment en què tenia 32 anys, cosa que el situaria en 67è lloc mundial en aquella data. Segons chessmetrics, va ser el 66è millor jugador mundial el juliol de 1895.